# Ungarische Badminton-Mannschaftsmeisterschaft 1987
Die Ungarische Badminton-Mannschaftsmeisterschaft 1987 war die 19. Auflage dieser Veranstaltung. Es wurde ein Wettbewerb für gemischte Mannschaften ausgetragen. Meister wurde das Team von Nyíregyházi VSSC.

## Endstand
| Platz | Mannschaft |
| ----- | --- |
| 1.    | Nyíregyházi VSSC (Gábor Petrovits, Csaba Kiss, Suparmadi Andita, Supermadi Arsena, György Borka, Éva Varga, Andrea Harsági, Andrea Gönczi, Gizella Losonczky, Andrea Keul) |
| 2.    | Honvéd Osztapenko SE |
| 3.    | Honvéd Zrínyi SE |
| 4.    | Debreceni Kinizsi |
| 5.    | Szegedi OTE |